# Амапа (микрорегион)
Амапа (порт. Microrregião do Amapá) — микрорегион в Бразилии, входит в штат Амапа. Составная часть мезорегиона Север штата Амапа. Население составляет 24 425 человек (на 2010 год). Площадь — 20 800,830 км². Плотность населения — 1,17 чел./км².

## Демография
Согласно сведениям, собранным в ходе переписи 2010 г. Национальным институтом географии и статистики (IBGE), население микрорегиона составляет:
| Полное население                             | Полное население                             | Полное население                             | Полное население                             | 24 425 |
| -------------------------------------------- | -------------------------------------------- | -------------------------------------------- | -------------------------------------------- | ------ |
| в том числе:                                 | Городское население                          | 15 356                                       | Процент городского населения, %              | 62,87  |
|                                              | Сельское население                           | 9069                                         | Процент сельского населения, %               | 37,13  |
|                                              | Мужское население                            | 12 887                                       | Процент мужского населения, %                | 52,76  |
|                                              | Женское население                            | 11 538                                       | Процент женского населения, %                | 47,24  |
| Плотность населения, чел/км²                 | Плотность населения, чел/км²                 | Плотность населения, чел/км²                 | Плотность населения, чел/км²                 | 1,17   |
| Население микрорегиона в % к населению штата | Население микрорегиона в % к населению штата | Население микрорегиона в % к населению штата | Население микрорегиона в % к населению штата | 3,65   |

## Состав микрорегиона
В составе микрорегиона включены следующие муниципалитеты:
1. Амапа
2. Пракууба
3. Тартаругалзинью